# Plan de Saint-Gall
Pour les articles homonymes, voir Saint-Gall (homonymie).

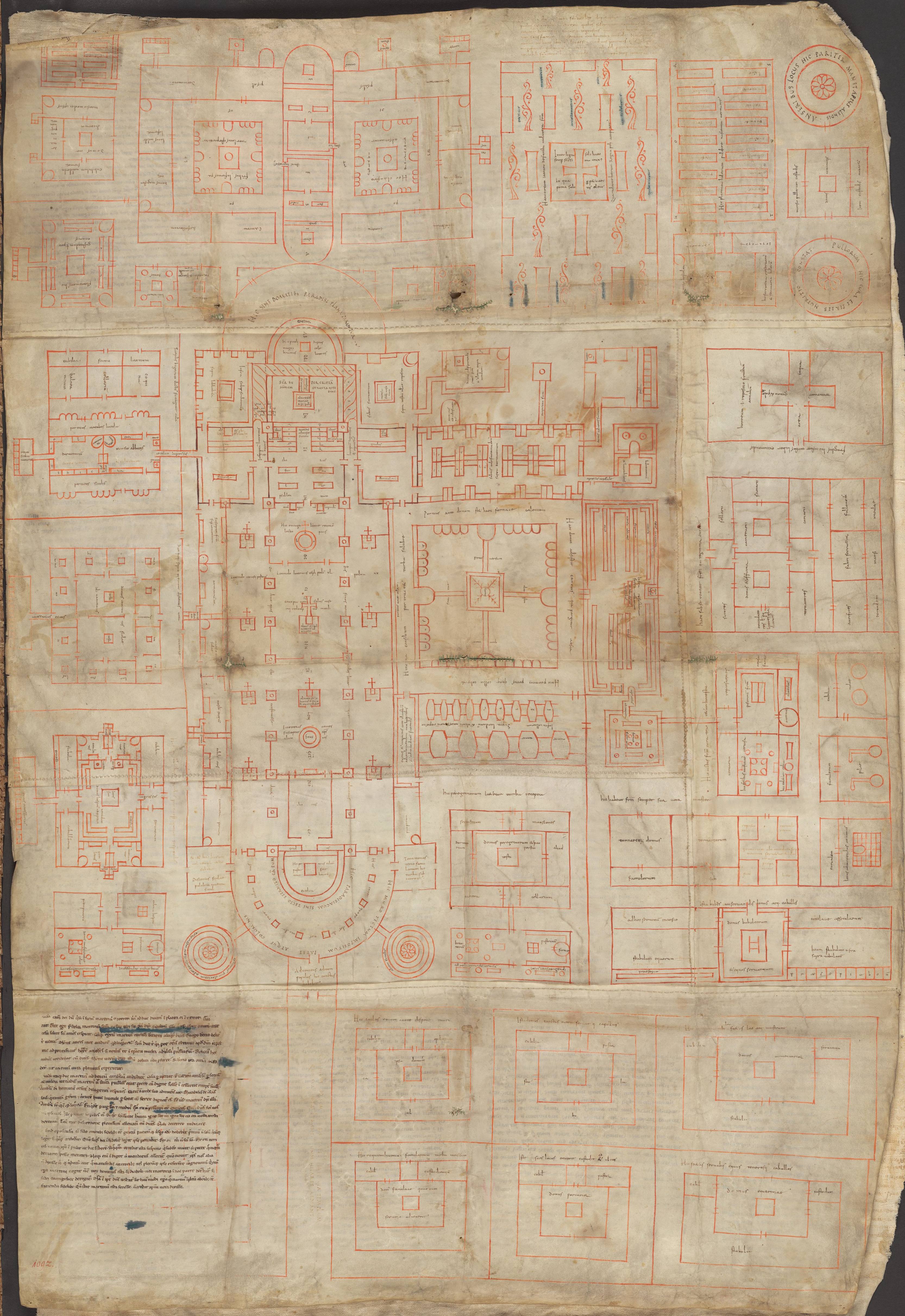
Le recto du plan de Saint Gall.

Le plan de Saint-Gall est un dessin architectural médiéval datant du début du IXe siècle. Il représente un complexe monastique bénédictin complet, comprenant des églises, des maisons, des écuries, des cuisines, des ateliers, une brasserie, une infirmerie et une maison spéciale pour les saignées. Selon les calculs basés sur les titulus du manuscrit, le complexe était censé abriter environ 110 moines, 115 visiteurs laïcs et 150 artisans et ouvriers agricoles. L'église était destinée à la conservation des reliques de Saint-Gall. Le plan n'a jamais été construit, et il a été nommé ainsi car il est dédié à Gozbert, abbé de Saint-Gall. Le plan est conservé à la bibliothèque du monastère de l'abbaye de Saint-Gall, la Stiftsbibliothek Sankt Gallen, où il est indexé en tant que « Codex Sangallensis 1092 ».
Il s'agit du seul dessin architectural majeur qui subsiste de la période d'environ 700 ans s'étendant entre la chute de l'Empire romain d'Occident et le XIIIe siècle. Il est considéré comme un trésor national suisse et demeure un objet d'intérêt important pour les chercheurs, architectes, artistes et dessinateurs modernes en raison de son caractère unique, de sa beauté et de l'aperçu qu'il donne de la culture médiévale.

## Interprétations
Il existe deux théories principales concernant les raisons qui ont conduit à l'élaboration du plan. Le différend entre les chercheurs est centré sur l'affirmation de Horn et Born, dans leur ouvrage de 1979 intitulé The Plan of Saint Gall, selon laquelle le plan est une copie d'un dessin original publié par la cour de Louis le Pieux après les synodes tenus à Aix-la-Chapelle en 816 et 817. L'objectif de ces synodes est d'établir des monastères bénédictins dans tout l'Empire carolingien pour faire rempart à l'empiètement des missionnaires monastiques chrétiens de Grande-Bretagne et d'Irlande qui apportent des influences du mode de vie celtique sur le continent. Horn et Born soutiennent que le plan est un guide pour la construction des futurs ensembles monastiques, donc un dessin « paradigmatique » de ce à quoi doit ressembler un monastère si la règle bénédictine est suivie strictement.
D'autres chercheurs, en particulier Werner Jacobsen, Norbert Stachura et Lawrence Nees soutiennent, au contraire, que le plan est un dessin original réalisé à l'abbaye de Reichenau pour l'abbé de Saint-Gall, Gozbert, qui a décidé de construire une nouvelle église abbatiale dans les années 820,,. Cet argument est basé sur les observations de Jacobsen concernant les marques laissées par des paires de compas dans le parchemin, ainsi que les altérations et les changements entrepris pendant son dessin. Lawrence Nees soutient également que le fait que le manuscrit ait été dessiné et écrit par deux scribes, un plus jeune et un plus ancien qui a agi comme un superviseur « remplissant et complétant là où les connaissances du scribe principal s'arrêtaient », ne peut s'expliquer que si le dessin est un original.

## Description
Le plan est créé à partir de cinq parchemins cousus ensemble, et mesure 113 cm par 78 cm. Il est dessiné avec des lignes à l'encre rouge pour les bâtiments et à l'encre brune pour les inscriptions en lettres. Le premier parchemin comporte un dessin de l'abbaye, du cloître ainsi que la maison de l'abbé, l'école extérieure, la maison des invités et la maison des pèlerins. Les deuxième et troisième parchemins ont été ajoutés au bas et au côté droit du vélin original et contiennent une partie de l'abbaye ainsi que des bâtiments autour du cloître. Un quatrième parchemin a ensuite été ajouté en haut, où sont dessinés l'infirmerie, le noviciat, le cimetière, le verger et le jardin. Enfin, un cinquième parchemin a été ajouté en bas pour accueillir les dessins des quartiers d'élevage.
Environ 333 inscriptions, dans l'écriture de deux scribes différents, décrivent les fonctions des bâtiments. L'écriture de ces scribes est attribuée au monastère de Reichenau, et l'un d'eux a été identifié comme le moine Reginbert.
L'échelle à laquelle le plan est dessiné a également fait l'objet de controverses. Horn et Born, par exemple, soutiennent qu'une seule échelle a été utilisée, tandis que d'autres, comme Reinle et Jacobsen, affirment que plusieurs échelles ont été appliquées pour différents éléments,.
Le plan est dédié à Gozbert dans une marge du parchemin :

« Pour toi, mon cher fils Gozbert, j'ai tracé cette copie brièvement annotée des bâtiments monastiques, grâce à laquelle tu pourras exercer ton intelligence et reconnaître ma dévotion, et je veux croire que tu ne me trouveras pas paresseux lorsqu'il s'agit de satisfaire ta bonne volonté. Ne me soupçonne pas d'avoir pris cette tâche à la légère, mais sache plutôt que j'ai dessiné ceci par amour de Dieu et pour ton regard seul. »

## Le plan

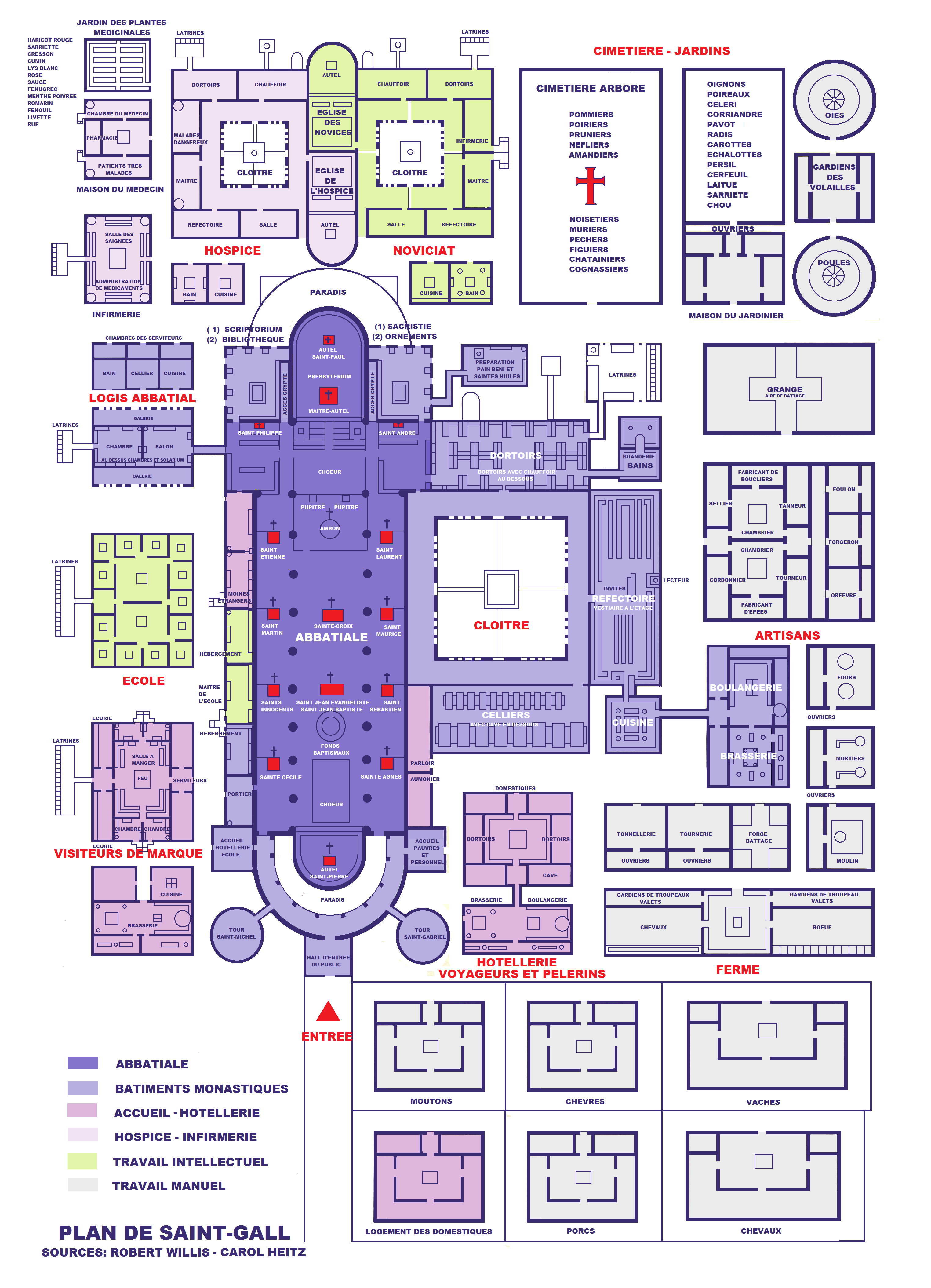
Plan de Saint-Gall

L'apparence générale du couvent est celle d'un bourg de maisons indépendantes séparées par des rues. Il est très clairement construit en respectant la règle bénédictine qui préconisait que le monastère englobe l'ensemble des activités économiques, religieuses et sociales indispensables à la vie quotidienne. Il devait comprendre un moulin, une boulangerie et des écuries, le tout réuni à l'intérieur de l'enceinte afin que les moines aient le moins souvent possible le besoin d'en sortir.
La disposition générale de l'abbaye bénédictine peut être décrite ainsi : l'église et son cloître au sud occupent le centre d'une aire quadrangulaire d'environ 130 m de côté. Les bâtiments sont disposés en groupes, comme dans tous les grands monastères. L'église, en tant que centre de la vie religieuse de la communauté, en forme le noyau. À côté de l'église, sont disposés les bâtiments dédiés à la vie monastique et à la vie quotidienne des moines (le réfectoire pour se restaurer, le dortoir pour se reposer, la salle commune pour les relations sociales, le chapitre pour lire un chapitre de la règle monastique, ou pour discuter en assemblée). 
Ces éléments essentiels de la vie monastique sont organisés autour d'une cour et d'un cloître, lesquels sont entourés d'une galerie couverte permettant de se déplacer entre les bâtiments tout en restant à l'abri des intempéries ou du soleil. 
L'infirmerie pour les moines malades, la maison du médecin et le jardin médicinal se trouvent à l'est. Dans le même groupe de bâtiments que l'infirmerie, on trouve l'école des novices. 
L'école se trouve hors de l'enceinte du couvent, à proximité de la maison de l'abbé, qui peut ainsi exercer un contrôle permanent. 
Les bâtiments destinés à l'hospitalité sont divisés en trois groupes : un pour la réception de personnalités importantes, un pour les moines visitant le monastère, et un dernier pour les voyageurs et pèlerins. Le premier et le troisième sont placés de chaque côté de l'entrée commune du monastère, l'hôtellerie pour les visiteurs importants étant quant à elle située contre la face nord de l'église, non loin de la maison de l'abbé. L'hospice destiné aux pauvres est appuyé à la face sud, près des bâtiments de la ferme. Les moines en visite sont logés dans une maison construite contre le mur nord de l'église. 
Les locaux destinés aux nécessités matérielles sont séparés des bâtiments monastiques. On accède aux cuisines et aux salles de travail par un passage situé à l'extrémité ouest du réfectoire. Ces pièces sont reliées à la boulangerie et à la brasserie, placées encore plus loin. Les ailes sud et ouest sont dévolues aux ateliers, aux écuries et aux différents bâtiments agricoles.
Hormis l'église, les bâtiments étaient en bois. L'ensemble comprenait 33 blocs séparés.
L'église est en forme de croix, comprend un vaste chœur se terminant en abside, un transept et une nef de neuf travées où prennent place de nombreuses chapelles.
Une abside semi-circulaire occupe également l'extrémité ouest, entourée d'une colonnade semi-circulaire formant un parvis (E) ouvert. Le grand autel (A) est situé immédiatement à l'est du transept, l'autel consacré à Saint-Paul à l'est, celui de Saint-Pierre dans l'abside ouest. Un campanile cylindrique se dresse de part et d'autre de l'abside ouest.
La cour du cloître, du côté sud de l'église, possède sur sa face est le « pisalis » ou « chauffoir », la salle où viennent s'asseoir les frères, chauffée par des conduites situées dans le sol. 
Sur ce côté, dans les monastères, on trouve invariablement la maison du chapitre, dont l'absence sur ce plan est curieuse. Il apparaît cependant à partir des inscriptions du plan que la promenade nord des cloîtres était destinée à la maison du chapitre, et était équipée de bancs sur ses côtés. 
Au-dessus du chauffoir se trouvait le dortoir, s'ouvrant sur le transept sud de l'église pour permettre aux moines d'être présents aux offices nocturnes.
Un passage situé à l'autre extrémité mène aux latrines (« necessarium »), une partie du monastère toujours construite avec grand soin. 
À l'extrémité ouest, la face sud est occupée par le réfectoire, à partir duquel on peut accéder à la cuisine par un vestibule. Celle-ci est séparée des bâtiments principaux du monastère et est reliée à un long passage menant au bâtiment contenant la boulangerie et la brasserie (M) ainsi que les chambres des serviteurs. La partie supérieure du réfectoire est le vestiaire, où les vêtements habituels des frères sont entreposés. Contre la face ouest du cloître se trouve un autre bâtiment à deux étages : la cellule occupe le rez-de-chaussée, et le garde-manger et l'entrepôt se partagent l'étage. 
Entre ce bâtiment et l'église, ouvrant par une porte vers le cloître et par une autre vers l'extérieur de l'enceinte monastique, se trouve le parloir pour les visites et les passages des personnes de l'extérieur. Sur la face est du transept nord se trouve le scriptorium, au-dessus duquel est placée la bibliothèque.
À l'est de l'église se tient un petit groupe d'autres bâtiments conventuels. Chacun possède un cloître couvert entouré par les bâtiments habituels (réfectoire, dortoir, etc.) ainsi qu'une église et une chapelle, sur le côté, placées dos à dos. Un bâtiment séparé commun contient les bains et la cuisine. L'un de ces deux couvents miniatures est destiné aux oblats ou novices, l'autre servant d'infirmerie aux moines malades. 
La résidence du médecin est contiguë à l'infirmerie et au jardin médicinal (T), dans le coin nord-est du monastère. Près de ces pièces, on trouve une « pharmacie » ainsi qu'une chambre pour les malades contagieux. La maison pour les « saignées et les purges » y est adjointe à l'ouest. 

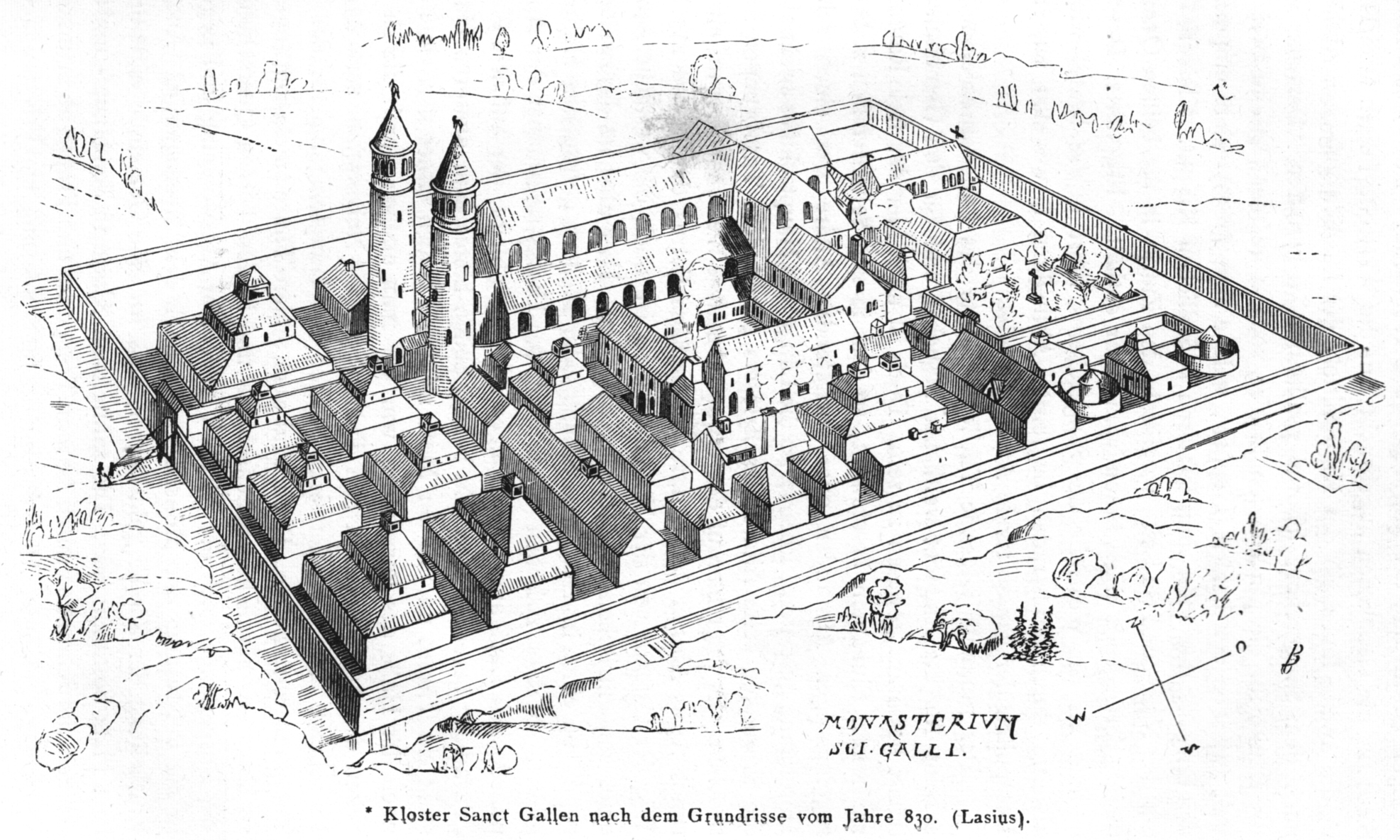
Une reconstitution des élévations du plan de Saint-Gall, par Johann Rudolf Rahn, d'après Lasius, en 1876.

L'école extérieure, au nord, abrite une large salle de classe divisée en son milieu et entourée de 14 petites pièces, les logements des étudiants. La maison du maître est à l'opposé, construite contre le mur de l'église. 
Les deux « hospices » ou « hôtelleries » pour le repos des visiteurs comprennent une large chambre commune et un réfectoire en leur centre, entourés par les pièces aménagées pour dormir. Chaque hospice possède sa propre boulangerie et sa propre brasserie, avec en plus, pour les voyageurs de haut rang, une cuisine et un entrepôt ainsi que des chambres pour les serviteurs et des écuries pour les chevaux. Il y a également un hospice pour les moines étrangers au monastère contre le mur nord de l'église.
Au-delà du cloître, à l'extrémité sud de la zone du couvent se trouve la « fabrique » qui contient les ateliers du cordonnier, du sellier, du coutelier, du rémouleur, du tanneur, des laveuses, des forgerons et des orfèvres ainsi que leurs logements à l'arrière. On trouve également de ce côté les bâtiments de la ferme, un vaste grenier, la batterie (lieu où l'on bat les céréales), les moulins et la malterie. Face à l'ouest se trouvent les écuries, les étables, l'abri des chèvres, les porcheries ainsi que les bergeries et les quartiers des laboureurs et des serviteurs. Dans le coin sud-est on trouve le poulailler ainsi que l'abri des canards et de la volaille avec le logement de leur gardien. On voit également le jardin potager, les parcelles portant le nom des légumes qui y poussent : oignon, ail, céleri, laitue, pavot, carotte, chou, etc. Dix-huit variétés au total. De la même façon, le jardin médicinal ou herbularius de Saint-Gall présente le nom des herbes médicinales qui y sont cultivées et le cimetière celui des arbres (pommier, poirier, prunier, cognassier) qui y sont plantés.

## Influence contemporaine

### Umberto Eco
Selon Earl Anderson (Cleveland State University), il est probable que le plan de Saint-Gall ait figuré parmi les sources de préparation du célèbre roman de Umberto Eco, Le Nom de la rose.

### Modélisation
Le plan est une source d'inspiration traditionnelle pour les modélistes. En 1965, Ernest Born, avec son équipe, crée une maquette correspondant à ce plan pour l'exposition Le Temps de Charlemagne à Aix-la-Chapelle. Elle figure parmi les sources d'inspiration de l'étude de Horn et Born en 1979, puis a été suivie de nombreuses modélisations, y compris informatiques.

### Archéologie expérimentale
Campus Galli est un projet d'archéologie expérimentale visant à reproduire un monastère du IXe siècle suivant le plan de Saint-Gall, à Meßkirch, dans Baden-Württemberg en Allemagne.